# Maribel Blanco
Maribel Blanco Velasco (Madrid, 12 januari 1969) is een Spaans triatlete en duatlete. Ze is meervoudig Spaans kampioene duatlon, behaalde een bronzen medaille op het Europees kampioenschap duatlon en schreef tweemaal de Ironman Lanzarote op haar naam.
Blanco deed in 2000 mee aan de Olympische Spelen van Sydney. Zij behaalde een 24e plaats in een tijd van 2:06.37,84. Het jaar erop maakte ze haar debuut op de lange afstand. In 2002 won ze de Ironman Lanzarote. Een jaar later won ze voor de tweede maal, onder zwaardere omstandigheden (harde wind en warmte), deze wedstrijd.
Ze is aangesloten bij Canal de Isabel II. Ze studeerde lichamelijke opvoeding aan de Universiteit van Madrid en werd vervolgens lerares.

## Titels
- Spaans kampioene triatlon: 1995, 1997, 1998, 1999

## Belangrijke prestaties

### Triatlon
- 1992: 54e WK olympische afstand in Huntsville - tijd onbekend
- 1993: 28e EK olympische afstand in Echternach - 2:22.47
- 1993: 73e WK olympische afstand in Manchester - tijd onbekend
- 1995: 12e EK olympische afstand in Stockholm - 2:08.03
- 1995: 12e WK olympische afstand in Cancún - 2:08.36
- 1996: 9e EK olympische afstand in Szombathely - 2:03.37
- 1996: 22e WK olympische afstand in Cleveland - 1:56.59
- 1997: 8e EK olympische afstand in Vuokatti - 2:17.42
- 1997: 6e ITU wereldbekerwedstrijd in Hongarije
- 1997: 9e ITU wereldbekerwedstrijd in Frankrijk
- 1997: 23e WK olympische afstand in Perth - 2:04.26
- 1998: 9e EK olympische afstand in Velden - 2:05.58
- 1998: 27e WK olympische afstand in Lausanne - 2:14.46
- 1999: 10e EK olympische afstand in Funchal - 2:03.36
- 1999: 40e WK olympische afstand in Montreal - 2:01.13
- 1999: 6e Triatlon van van Nice (lange afstand)
- 2000: 18e EK olympische afstand in Stein - 2:14.06
- 2000: 42e WK olympische afstand in Perth - tijd onbekend
- 2000: 24e Olympische Spelen van Sydney - 2:06.37,84
- 2000: 8e ITU wereldbekerwedstrijd in Brazilië
- 2001: 8e triatlon van Athene
- 2001: 7e Ironman South-Africa - 10:22.48
- 2001: 17e EK olympische afstand in Karlovy Vary - 2:26.26
- 2002: DNF WK olympische afstand
- 2002:  Ironman Lanzarote - 10:11.14
- 2002: 12e Ironman Hawaï - 9:52.46
- 2003:  Ironman Lanzarote - 10:29.50

### Duatlon
- 1997:  EK in Głogów - 1:59.49
- 2001: 5e Powerman Sofingen - 8:06.09